# Аррасское кружево
Арра́сское кру́жево — форма чистого белого коклюшечного кружева, которое производилось в Аррасе, Франция, в XVII—XIX веках. От слова «Аррас» (Arras) произошло Orris — одно из обозначений золотых или серебряных коклюшек.
Аррасское кружево похоже на лилльское, но прочнее. Оно также производилось в модификации металлических золотых кружев и легких кружев под названием резеда.
Кружевоплетение в Аррасе достигло своего пика в эпоху первой империи, в период с 1804 по 1812 год. На протяжении XIX века оно постепенно пришло в упадок: в 1851 году в радиусе восьми миль вокруг города было 8000 кружевниц — к 1881 году, тридцать лет спустя, остался лишь один дом, производивший специальные изделия из старых моделей.